# Cremolino
Cremolino és un municipi situat al territori de la província d'Alessandria, a la regió del Piemont, (Itàlia).
Limita amb els municipis de Cassinelle, Molare, Morbello, Morsasco, Ovada, Prasco i Trisobbio. Pertany al municipi les frazioni de Belletti, Caramagna, Crosio, Piandelmo, Piazze, Pobiano i Priarona.

## Galeria fotogràfica

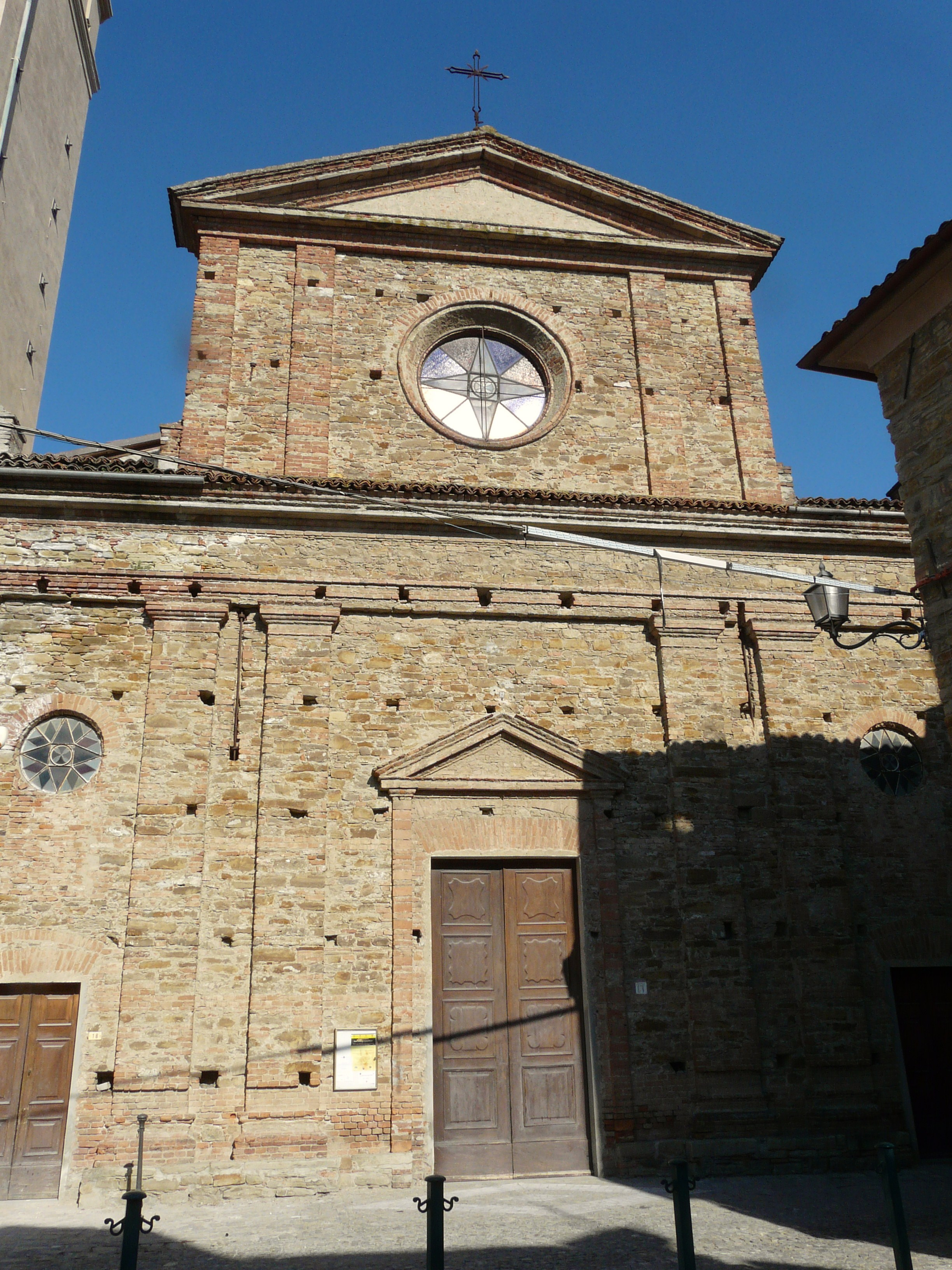
Església de la MD. del Carme
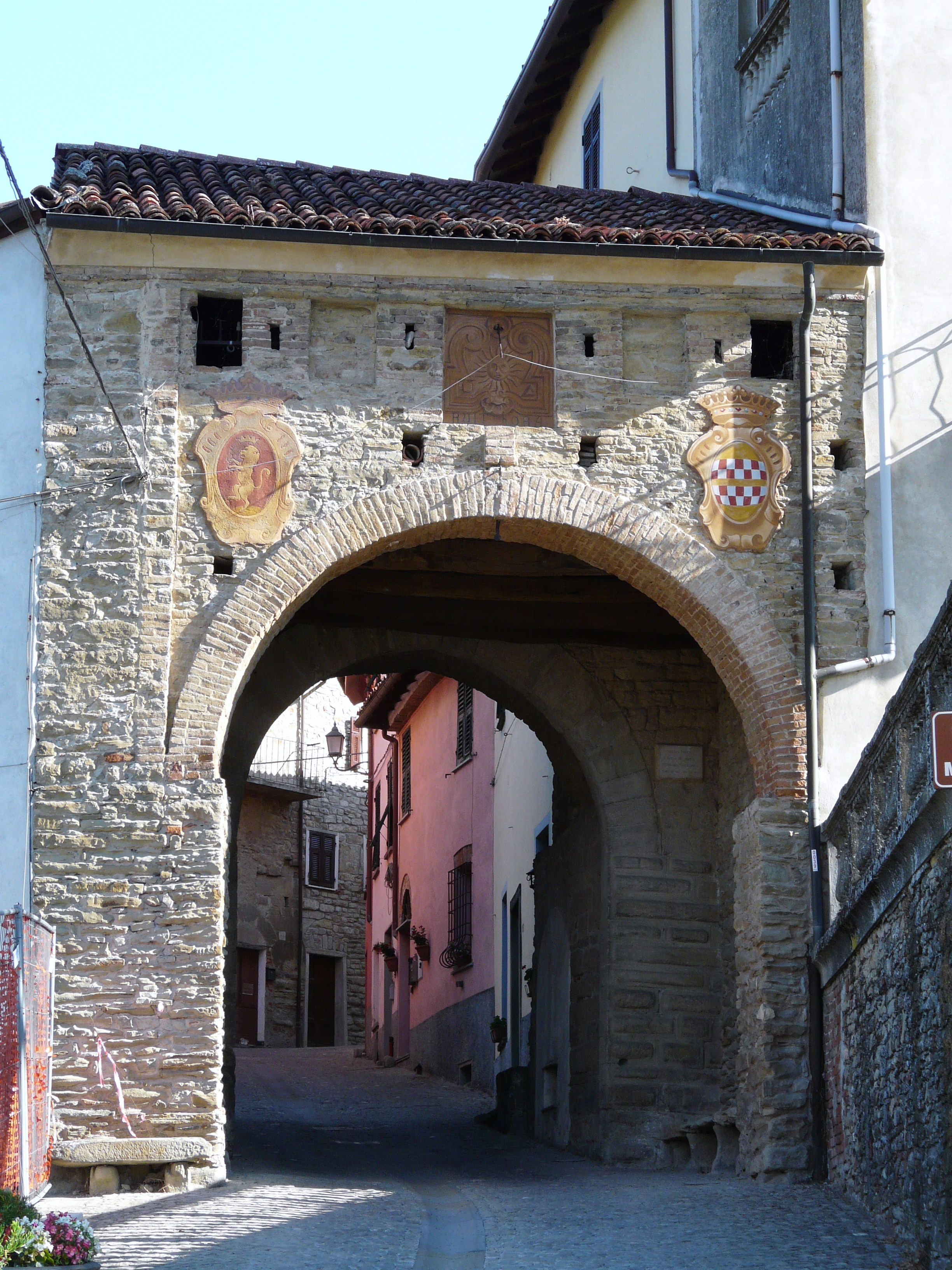
Porta d'accés al centre històric
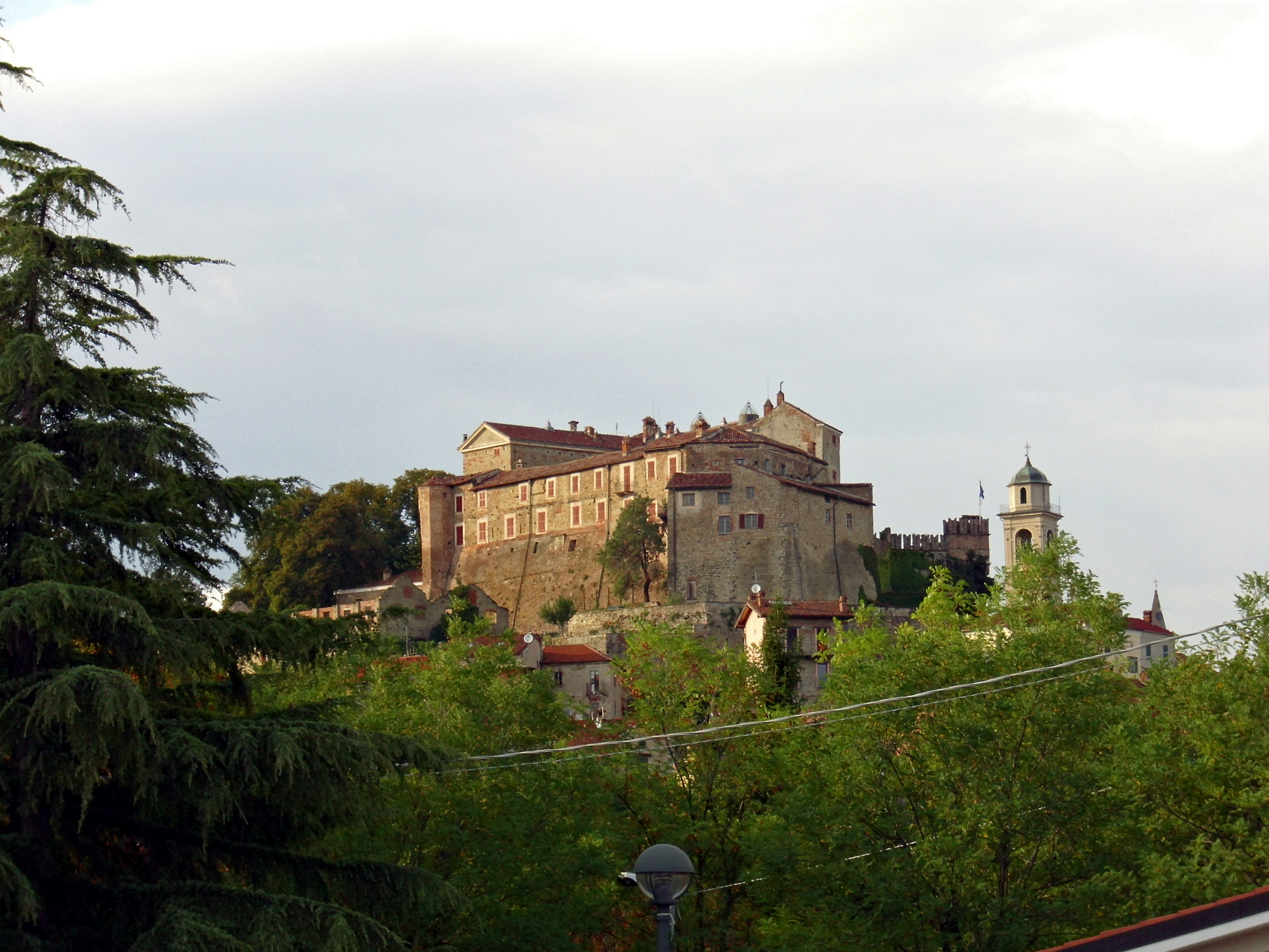
Castell